# Benz & Cie.
Benz & Cie. (Бенц и компания) — первая в истории немецкая компания-производитель автомобилей, мотоциклов, двигателей, а также велосипедов.
Предприятие «Бенц и компания» основано в 1883 году известным инженером-конструктором Карлом Бенцем в городе Мангейм Вюртембергского королевства, Германской империи. С 1899 года — открытое акционерное общество. В 1903 году Карл Бенц покинул собственную компанию из-за разногласий с компаньонами, однако позже вернулся в качестве члена наблюдательного совета. После первой мировой войны в результате экономического кризиса, спада продаж и иных факторов предприятие испытывало трудности. Для поддержания производства было принято решение об объединении. В 1926 году в результате слияния с конкурентом в лице компании Daimler-Motoren-Gesellschaft, основанной Готлибом Даймлером, предприятие было реформировано в концерн Daimler-Benz (ныне Daimler AG), наладивший выпуск автомобилей под торговой маркой Mercedes-Benz.

## История

### Benz & Cie. Rheinische Gasmotorenfabrik, Mannheim
В 1882 году Вюртембергский инженер Карл Бенц организовал акционерное предприятие «Gasmotoren Fabrik Mannheim», но уже через год покинул его. 1 октября 1883 на основе собственной велосипедной мастерской он основал компанию «Бенц и Ко. Райнише Газмоторен-Фабрик, Манхайм» (Benz & Cie. Rheinische Gasmotorenfabrik in Mannheim) в форме открытого торгового общества вместе с бизнесменом Максом Каспаром Розе и коммерсантом Фридрихом Вильгельмом Эсслингером. Уже за первые четыре месяца работы, новая компания смогла продать более 800 собственных двигателей. В 1886 году предприятием была создана первая трёхколёсная самоходная повозка с бензиновым двигателем. В этом же году 29 января её создатель — Карл Бенц — получил патент DRP No. 37435 на первый в мире автомобиль — Benz Patent-Motorwagen. К 1891 году компания продала около 500 двигателей, большинство из которых ушли на экспорт.
В 1890 году компаньоны Бенца, Розе и Эслингер, покинули компанию. В мае их место заняли коммерсанты Фридрих фон Фишер и Юлиус Ганс. Новые партнёры взяли на себя коммерческую организацию и сбыт продукции, вто время как Карл мог всё своё внимание уделять инженерным работам. В это время значительно расширилась программа выпуска двигателей, к газовым моторам прибавились новые типы бензиновых двигателей.
В 1893 году Карл Бенц получил патент DRP No. 73515 для двойного стержня управления и инициировал выпуск четырёхколёсных автомобилей «Виктория» с двигателем мощностью 3 л. с., скорость которых составляла 17-20 км/ч. За первый год было продано 45 таких автомобилей. В 1894 году компания начала выпуск автомобилей модели «Velo», которые участвовали в первых автомобильных гонках Париж — Руан. В 1895 году был создан первый грузовик, а также первые в истории автобусы.
Через год, в 1896 году, фирма разработала первый цилиндр для двигателей, которые Бенц назвал «contra engine», поскольку цилиндры были установлены противоположно друг другу.

### Акционерное общество
В 1899 году один из компаньонов Карла, Фридрих фон Фишер, серьёзно заболел. Он предложил своим партнёрам превратить предприятие в акционерное общество, чтобы сделать его независимым от деятельности одного лица. Предложение было принято. После реорганизации фирма стала называться «Бенц и компания». Членами правления были избраны Карл Бенц и Юлиус Ганс. С 1887 по 1899 год число сотрудников компании увеличилось с 40 до 430.
В начале 1900 года компания переживала спад продаж. Прежде всего виной тому послужило формирование основного конкурента — фирмы Daimler-Motoren-Gesellschaft, расположившейся в Штутгарте. Кроме того, на экономическом росте предприятия сказывался и производственный кризис в автомобилестроении, начавшийся в 1900 году. Автомобили «Mercedes», выпускаемые фирмой Готтлиба Даймлера, составили серьёзную конкуренцию компании. В 1901 году, вскоре после выпуска новой модели «Mercedes 35 PS», становится понятно, что «Benz & Cie.» отстаёт от прогресса. С целью улучшения положения акционеры пригласили в компанию французского инженера Мариуса Барбару. Началось строительство гоночного автомобиля с четырёхцилиндровым двигателем мощностью в 60 л. с. и автомобилей с одним-двух-четырёхцилиндровыми двигателями в 8, 10, 14, 28 и 40 л. с. Вскоре стало ясно, что французский конструктор не оправдывает возложенных на него надежд. По этой и иным причинам сам Карл Бенц покинул компанию. Его выход из президиума общества помечен в торговом реестре суда Мангейма датой 21 апреля 1903 года. Годом позже Юлиус Ганс также оставил фирму, а в июле 1905 года скончался. С лета 1904 года Карл Бенц снова посвящает себя любимому занятию и возвращается в наблюдательный совет фирмы. Следуя логике, что немецкие автомобили должны делаться немцами, в фирму на должность главного инженера пригласили Фрица Эрле. Эта идея также оказалось неудачной. Только с приходом в компанию талантливого инженера Ганса Нибеля дела постепенно начали идти в гору. Пережив кризис компания Бенца вернула себе прежнее ведущее положение на рынке. В производство внедрялись новые типы легковых автомобилей, автобусов, гоночных машин. Успешно развивалось производство грузовых автомобилей и фургонов.
В 1909 году, создав целый ряд успешных легковых автомобилей, фирма построила самый известный гоночный автомобиль того времени «Блитцен Бенц» с двигателем мощностью в 200 лошадиных сил и рабочим объёмом 21 594 см3.

### Рынок грузовых автомобилей
Фирма Benz & Cie. видела перспективные возможности на рынке грузовых автомобилей, однако для увеличения собственного производства места на заводе в Мангейме было недостаточно. В 1908-1909 гг. компания построила новый завод для производства грузовых автомобилей в Вальдхофе. В 1910 году южно-немецкий автомобильный завод Гаггенау (нем. Süddeutsche Automobilfabrik GmbH) с учётом интересов обеих фирм слился с компанией Бенца, образовав общество с ограниченной ответственностью «Заводы Бенца-Гаггенау». При этом фирма Бенца руководствовалась намерениями существенно расширить производственную программу выпуска грузовых автомобилей и автобусов, которые с большим успехом создавались в Гаггенау. Впоследствии завод Гаггенау сконцентрировался главным образом на выпуске автобусов и машин специального назначения.
За 1910 год количество сотрудников на предприятии увеличилось до 2500 в Мангейме и 840 на заводе Гаггенау.

### Benz & Cie., Rheinische Automobil- und Motorenfabrik AG
В 1911 году компания вновь изменила наименование, в этот раз на Benz & Cie., Rheinische Automobil- und Motorenfabrik AG. Перед мировой войной началось бурное развитие авиационного дела и техники самолётостроения. Компания не оставалась в стороне и занялась производством авиационных двигателей.
Перед мировой войной 1914–1918 годов количество рабочих на заводах в Мангейме и Гаггенау составило 6500 человек. Автомобилестроение в этот период времени достигло своего наивысшего развития. Торговая сеть компании присутствовала во многих странах мира. Однако война изменила положение вещей: двигатели и машины стали одним из важнейших средств ведения боевых действий, всё производство служило этим задачам. Окончание войны в 1918 году и поражение Германии привело к полному падению экономики страны. Изменения в экономическом положении послевоенного времени потребовали новых проектов

### Слияние
Предпосылками к объединению компаний стало тяжёлое экономическое положение Германии: кризис во всех отраслях, стремительное обесценивание марки, подавленное настроение граждан после поражения страны в Первой мировой войне. На фоне этих и других событий на бирже происходило большое число спекуляций. Яков Шапиро, эмигрант из Одессы, владевший крупными долями в целом ряде автомобильных компаний, таких как Benz & Cie., Daimler Motoren Gesellschaft, NAG, NSU, Protos и других, получал всё больше и больше влияния в компании за счёт смелых финансовых операций и бартерных сделок. Наконец, он был назначен в качестве члена наблюдательного совета, а в 1924 году ему уже принадлежало 60% акций Benz & Cie. AG.
Начало слиянию было положено 1 мая 1924 года достижением между фирмами соглашения об обоюдных интересах. От лица Benz & Cie. выступал генеральный директор Вильгельм Киссель. Началось приведение к общему знаменателю финансовой отчётности, технической документации, ознакомление с методами работы друг друга. В том же 1924 году рекламные художники получили заказы на создание тематических плакатов и разработку нового фирменного стиля.
28 июня 1926 года фирма «Бенц и компания» объединилась с «Даймлер-Моторен-Гезелльшафт», образовав новый концерн Daimler-Benz со штаб квартирой в городе Штутгарт, который смог эффективно использовать опыт и знания конструкторов обеих компаний.